# Barrio de la Estación (Matallana de Torío)
Barrio de la Estación es una localidad española que forma parte del municipio de Matallana de Torío, en la provincia de León, comunidad autónoma de Castilla y León.

## Geografía

### Ubicación
| Noroeste: Puente Villarente | Norte: Villarente   | Noreste: Villafañe   |
| Oeste: Marne                |                     | Este: Villasabariego |
| Suroeste Nogales            | Sur: Mansilla Mayor | Sureste: Villafalé   |

## Demografía
Evolución de la población
| Gráfica de evolución demográfica de Barrio de la Estación entre 2000 y 2017 |
|                                                                             |
| Población de derecho (2000-2017) según el padrón municipal del INE          |